# یک نوع جادو (ترانه)
«یک نوع جادو» (به انگلیسی: A Kind of Magic) تک‌آهنگی از کوئین است که در سال ۱۹۸۶ میلادی منتشر شد.